# Earophila defasciata
Earophila defasciata là một loài bướm đêm trong họ Geometridae.